# 1. division 2020
La 1. division 2020 è  il campionato di football americano di secondo livello, organizzato dalla DAFF.
Il campionato è stato interrotto in seguito a restrizioni dovute alla pandemia di COVID-19 del 2019-2021.

## Squadre partecipanti
| Club                                    | Città               | Stadio | Sponsor ufficiale | Risultato nella stagione 2019 |
| --------------------------------------- | ------------------- | ------ | ----------------- | ----------------------------- |
| Amager Demons                           | Tårnby              |        |                   |                               |
| Copenhagen Tomahawks/ Slagelse Wolfpack | Copenaghen/Slagelse |        |                   |                               |
| Esbjerg Hurricanes                      | Esbjerg             |        |                   |                               |
| Herlev Rebels                           | Herlev              |        |                   |                               |
| Kronborg Knights                        | Helsingør           |        |                   |                               |
| Midwest Musketeers/ AaB 89ers II        | Viborg/Aalborg      |        |                   |                               |
| Odense Badgers                          | Odense              |        |                   |                               |
| Ørestaden Spartans                      | Kastrup             |        |                   |                               |

## Stagione regolare

### Calendario

#### 1ª giornata
| Odense 15 agosto 2020, ore 14:00 | Odense Badgers | 32 – 38 referto | Midwest Musketeers/ AaB 89ers II | Bolbroparken |

| Herlev 15 agosto 2020, ore 14:00 | Herlev Rebels | 50 – 0 (a tavolino) referto | Esbjerg Hurricanes | Kildegårdsskolen |

| Kastrup 16 agosto 2020, ore 14:00 | Amager Demons | 19 – 44 referto | Copenhagen Tomahawks/ Slagelse Wolfpack | Bag Amagerhallen |

#### 2ª giornata
| Odense 22 agosto 2020, ore 14:00 | Odense Badgers | 12 – 8 referto | Ørestaden Spartans | Bolbroparken |

| Copenaghen 22 agosto 2020, ore 15:00 | Copenhagen Tomahawks /Slagelse Wolfpack | 54 – 0 referto | Midwest Musketeers/ AaB 89ers II | Valby Idrætspark |

| Helsingør 23 agosto 2020, ore 14:00 | Kronborg Knights | 13 – 12 referto | Herlev Rebels | Knights Field |

#### 3ª giornata
| Herlev 29 agosto 2020, ore 10:00 | Herlev Rebels | 0 – 23 referto | Kronborg Knights | Kildegårdsskolen |

| Esbjerg 29 agosto 2020, ore 14:00 | Esbjerg Hurricanes | 0 – 50 (a tavolino) referto | Amager Demons | Skibhøj Idrætsanlæg |

#### 4ª giornata
| Viborg 5 settembre 2020, ore 14:00 | Midwest Musketeers /AaB 89ers II | 0 – 16 referto | Esbjerg Hurricanes | Houlkærhallen |

| Helsingør 5 settembre 2020, ore 14:00 | Kronborg Knights | 37 – 0 referto | Odense Badgers | Knights Field |

| Copenaghen 6 settembre 2020, ore 14:00 | Ørestaden Spartans | 46 – 12 referto | Amager Demons | Boldfælleden |

#### 5ª giornata
| Skive 12 settembre 2020, ore 14:00 | Midwest Musketeers /AaB 89ers II | 22 – 46 referto | Copenhagen Tomahawks/ Slagelse Wolfpack | Resen Skole |

| Esbjerg 12 settembre 2020, ore 14:00 | Esbjerg Hurricanes | - – - (annullata) referto | Odense Badgers | Skibhøj Idrætsanlæg |

| Helsingør 12 settembre 2020, ore 14:00 | Ørestaden Spartans | 12 – 14 referto | Kronborg Knights | Knights Field |

#### 6ª giornata
| Copenaghen 19 settembre 2020, ore 14:00 | Copenhagen Tomahawks /Slagelse Wolfpack | - – - (annullata) referto | Ørestaden Spartans | Valby Idrætspark |

| Kastrup 20 settembre 2020, ore 14:00 | Amager Demons | - – - (annullata) referto | Herlev Rebels | Bag Amagerhallen |

### Classifica
La classifica della regular season è la seguente:
- PCT = percentuale di vittorie, G = partite giocate, V = partite vinte,  P = partite perse, PF = punti fatti, PS = punti subiti

| Pos. | Squadra                                 | PCT   | G | V | N | P | PF  | PS  |
| ---- | --------------------------------------- | ----- | - | - | - | - | --- | --- |
| 1    | Kronborg Knights                        | 1.000 | 4 | 4 | 0 | 0 | 87  | 24  |
| 2    | Copenhagen Tomahawks/ Slagelse Wolfpack | 1.000 | 3 | 3 | 0 | 0 | 144 | 41  |
| 3    | Odense Badgers                          | .333  | 3 | 1 | 0 | 2 | 44  | 83  |
| 4    | Herlev Rebels                           | .333  | 3 | 1 | 0 | 2 | 62  | 36  |
| 5    | Ørestaden Spartans                      | .333  | 3 | 1 | 0 | 2 | 66  | 38  |
| 6    | Amager Demons                           | .333  | 3 | 1 | 0 | 2 | 81  | 90  |
| 7    | Esbjerg Hurricanes                      | .333  | 3 | 1 | 0 | 2 | 16  | 100 |
| 8    | Midwest Musketeers/ AaB 89ers II        | .250  | 4 | 1 | 0 | 3 | 60  | 148 |

## Finale
| 2020 | TBD | - – - | TBD |  |